# Van (provinca)
Provinca Van je provinca, ki se nahaja v vzhodni Turčiji med jezerom Van in Iransko mejo. Večino prebivalstva sestavljajo Kurdi, pred prvo svetovno vojno pa je na območju živelo tudi veliko Armencev. 
Okoliške province so Bitlis na zahodu, Siirt na jugozahodu, Şırnak in Hakkari na jugu ter Agri na severu. Prestolnica je Van. 

## Okrožja
- Bahçesaray
- Başkale
- Çaldıran
- Çatak
- Edremit
- Erciş
- Gevaş
- Gürpınar
- Muradiye
- Özalp
- Saray
- Van

Koordinati:   38°29′57″N, 43°40′13″E